# واکنش (یوتوب)

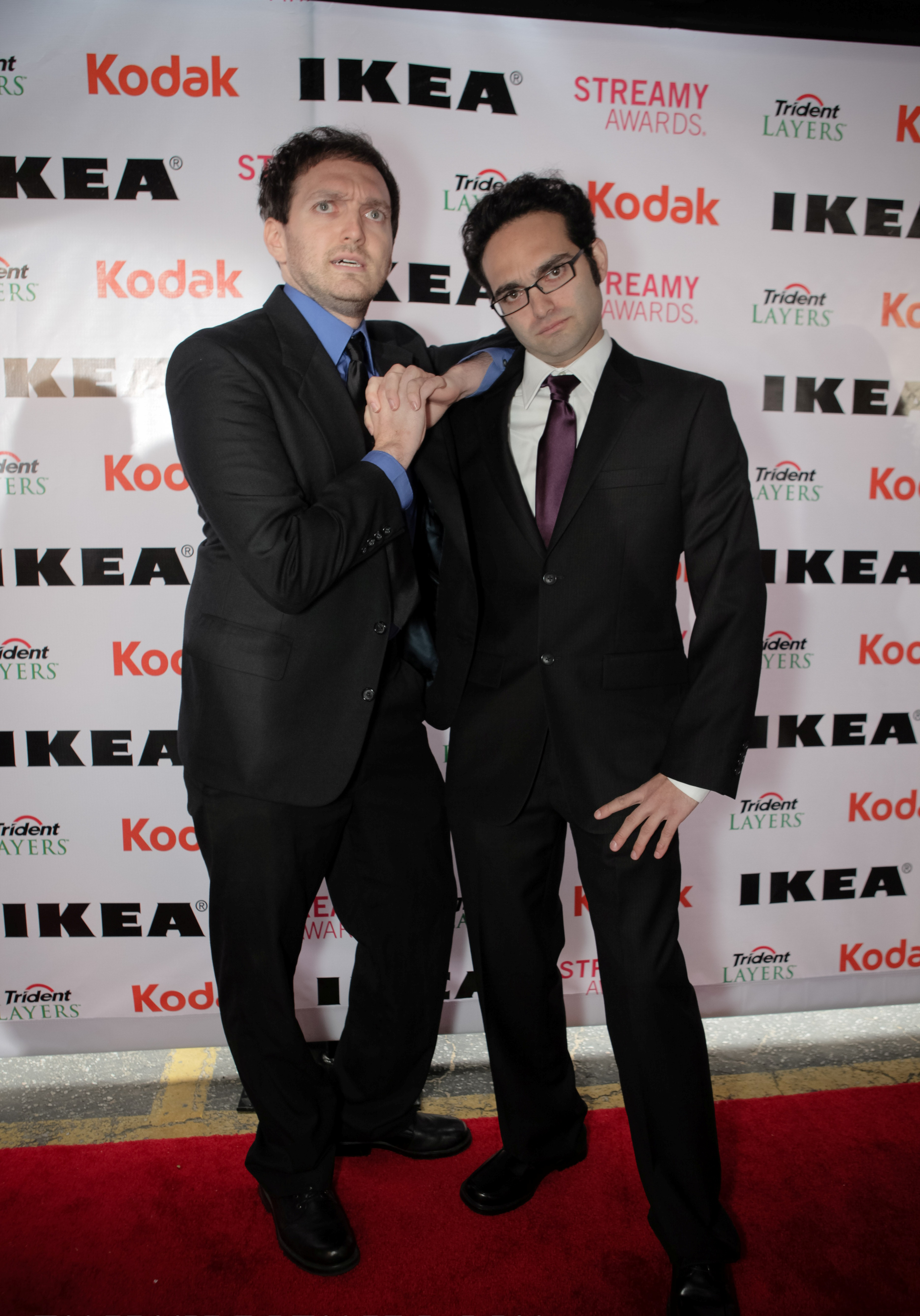
فاین برادر در جوایز استریمی سال ۲۰۱۰، رافی (چپ) بنی (راست)

واکنش (به انگلیسی:REACT) سری مجموعه ایی آنلاین است که توسط، فاین برادر در سایت یوتوب آغاز به کار کرد. این مجموعه اینترنتی چند قسمتی، متشکل از چند بخش است که در آن گروهی از افراد واکنش دهنده، به ویدئوهای معروف (ویروسی)، گرایش‌ها، بازی‌های ویدئویی، تریلر فیلم‌ها و موزیک ویدئو؛ واکنش نشان می‌دهند. این مجموعه در اکتبر ۲۰۱۰، با اولین قسمت از واکنش کودکان (به انگلیسی:Kids React) آغاز به کار کرد. بعد از مدتی چهار بخش دیگر به این مجموعه نیز اضافه شد. این ویدئوها در کانال "اصلی فاین برادر" و کانال دوم آن به اسم، "واکنش" که در بر گیرنده واکنش به محتواهای مختلف دِگر؛ مانند (بازی ویدئویی، غذا، متن آهنگ و…) است، آپلود می‌شود. این مجموعه، دومین مجموعه پرطرفدار در سایت، یوتوب است.
سری مجموعه تلویزیونی، واکنش به آن (به انگلیسی:React To That) توسط فاین برادر در شبکه، نیکلودیون در تاریخ، ۱۵ دسامبر ۲۰۱۴ آغاز به کار کرد.
در سال ۲۰۱۶، مجموعه و کانال، دنیا واکنش (به انگلیسی:React World) توسط «فاین برادر» افتتاح شد؛ این کانال یک برنامه برای مردم بود، که در آن هرکس از واکنش خود فیلم گرفته و تحت لیسانس، «واکنش»، برای این مجموعه ارسال می‌کردند؛ که با بازخورد منفی بینندگان و سازندگان ویدئوها همراه شد. همچنین مشکل بزرگ این مجموعه، محتوا درهم برهم و بی کیفیت ویدئوهای تولید شده توسط مردم بود. سرانجام این دلایل باعث شد، تا «فاین برادِر» تمام ویدئوهای مربوط به «جهان واکش» را حذف کرده و بر روی آن پرچم «محتوا غیراخلاقی و ضروری» گذاشته؛ و به سرعت مجموعه «دنیا واکنش» را حذف کنند.

## مجموعه‌ها در یوتوب
شمارش مجموعه براساس، لیست پخش اصلی فاین برادر، که دارای ۷۹۳ ویدئو است انجام شده است. همچنین این ۷۹۳ ویدئو شامل قسمت‌های خاصی از مجموعه مانند شوخی آوریل آن‌ها به اسم «واکنش گربه‌ها» نیز می‌شود.

### بررسی کلی
| مجموعه‌ها | مجموعه‌ها              | قسمت‌ها | آغار به کار مجموعه |
| -------- | --------------------- | ------ | ------------------ |
|          | واکنش کودکان          | ۲۱۰    | ۱۶ اکتبر ۲۰۱۰      |
|          | واکنش نوجوانان        | ۲۵۰    | ۱۷ نوامبر ۲۰۱۱     |
|          | واکنش سالمندان        | ۱۵۵    | ۱۴ مِی ۲۰۱۲         |
|          | واکنش یوتوبرها        | ۱۰۱    | ۹ دسامبر ۲۰۱۲      |
|          | واکنش بزرگ سالان      | ۵۵     | ۲۸ ژولای ۲۰۱۵      |
|          | واکنش بچه‌های دانشگاهی | ۲۲     | ۲۳ ژوئن ۲۰۱۶       |

### واکنش کودکان
فاین برادِر اولین ویدئو این مجموعه را در تاریخ ۱۰ اکتبر ۲۰۱۰ منتشر کردند؛ اولین ویدئو این مجموعه با اسم، "واکنش کودکان به ویدئوهای ویروسی#۱ (شامل واکنش به ویدئوهای ویروسی:Double Rainbow, Obama Fail, Twin Rabbits, Snickers Halloween) بود.

### واکنش بچه‌های دانشگاهی
اولین قسمت، واکنش بچه‌های دانشگاهی در ۲۳ ژوئن ۲۰۱۶ با عنوان "واکنش بچه‌های دانشگاهی به ۱۹۷۵" آپلود شد، که واکنشی به دو موزیک ویدئو از گروه ۱۹۷۵ بود. این مجموعه ترکیبی از دو گروه، واکنش دهنده‌های قدیمی که در واکنش نوجوانان بوداند و چندین واکنش دهنده جدید، را تشکیل می‌دهند. گروه سنی افراد قرار گرفته در این گروه بین ۱۹ تا ۲۵ سال است، که دانشجویان را تشکیل می‌دهند. محتوا بچه‌های دانشگاهی مشابه واکنش نوجوانان است.

### شرح
1. ↑  As of January 18, 2017
2. ↑  As of January 18, 2017
3. ↑  As of January 18, 2017; 113 when including a Teens/Elder crossover
4. ↑  As of January 18, 2017; 74 when including a Teens/Elder crossover
5. ↑  As January 18, 2017
6. ↑  As of January 18, 2017
7. ↑  As of January 18, 2017